# Bassa del Cabot
La Bassa del Cabot, Bassa des Cabot també coneguda com a Bassa des Cabots, és una petita platja d'arena gruixuda de la Colònia de Sant Jordi. Està situada entre la punta de sa Bassa des Cabots i la Síquia de la sal, canal d'aigua salada que connecta la mar amb les salines de s'Avall.
El seu nom es deu al fet que la platja és una petita badia gairebé tancada al mar, profunda on habiten molts cabots. Aquest tipus de formació geològica (entrades a la mar someres i molt tancades), són conegudes al litoral saliner i felanitxer com a basses. És molt poc freqüentada per banyistes, ja que el fons és de roques amb algues. Té unes dimensions de 60 metres de llargada per 11 d'amplada i s'hi accedeix pel passeig marítim de la Colònia de Sant Jordi. Està rodejada per vegetació dunar, hi són presents espècies com el card marí, ensopegueres i fonoll marí entre d'altres.